# Det bästa från Idol 2006
Det bästa från Idol 2006 – album kompilacyjny, składający się z coverów znanych artystów, jacy finaliści wykonywali w czasie szwedzkiej edycji programu „Idol 2006”.

## Lista utworów
| Nr  | Artysta                                                                       | Tytuł piosenki         | Oryginalny artysta |
| --- | ----------------------------------------------------------------------------- | ---------------------- | ------------------ |
| 1.  | Oliwier                                                                       | I Don't Wanna Be       | Gavin Degraw       |
| 2.  | Felicia Brandström                                                            | Put Your Records On    | Corinne Bailey Rae |
| 3.  | Markus Fagervall                                                              | She Will Be Loved      | Maroon 5           |
| 4.  | Jessica Myrberg                                                               | I Love Rock ’n’ Roll   | Joan Jett          |
| 5.  | Johan Larsson                                                                 | Real To Me             | Brian McFadden     |
| 6.  | Sara Burnett                                                                  | Forever Young          | Alphaville         |
| 7.  | Natalie Kadric                                                                | Ain't No Other Man     | Christina Aguilera |
| 8.  | Danny Saucedo                                                                 | Öppna din dörr         | Tommy Nilsson      |
| 9.  | Linda Seppänen                                                                | Sunday Morning         | No Doubt           |
| 10. | Jonas „Snäckan” Snäckmark                                                     | Here Without You       | 3 Doors Down       |
| 11. | Cissi Ramsby                                                                  | Not Ready To Make Nice | Dixie Chicks       |
| 12. | Idol 2006 Allstars (Markus, Danny, Felicia, Jonas, Erik, Cissi, Linda, Johan) | The Final Countdown    | Europe             |